# Амангельди (Аккайинський район)
Амангельди́ (каз. Амангелді) — село у складі Аккайинського району Північноказахстанської області Казахстану. Входить до складу Аралагаського сільського округу.
Населення — 42 особи (2021; 91 у 2009, 254 у 1999, 358 у 1989).
Національний склад станом на 1989 рік:
- казахи — 100 %.